# Campeonato Europeo de Waterpolo Masculino de 2024
El XXXVI Campeonato Europeo de Waterpolo Masculino se celebró en Zagreb y Dubrovnik (Croacia) entre el 4 y el 16 de enero de 2024 bajo la organización de la Liga Europea de Natación (LEN) y la Federación Croata de Natación. Paralelamente se celebró el XX Campeonato Europeo de Waterpolo Femenino.
Compitieron en el evento 16 selecciones nacionales afiliadas a la LEN por el título europeo, cuyo anterior portador era el equipo de Croacia, ganador del Europeo de 2022.
Originalmente, el campeonato iba a disputarse en Netanya (Israel), pero debido al conflicto armado palestino-israelí tuvo que cambiarse la sede.
La selección de España conquistó su primer título europeo al vencer en la final al equipo de Croacia con un marcador de 10-11. El conjunto de Italia ganó la medalla de bronce en el partido por el tercer puesto contra el equipo de Hungría.

## Grupos
Los grupos A y B (División 1) incluyen a los ocho mejores equipos de acuerdo a sus últimos resultados, y los grupos C y D (División 2) a los otros ocho equipos.
| Grupo A    | Grupo B | Grupo C  | Grupo D      |
| ---------- | ------- | -------- | ------------ |
| Montenegro | Georgia | Serbia   | Eslovaquia   |
| España     | Hungría | Alemania | Países Bajos |
| Francia    | Italia  | Israel   | Eslovenia    |
| Croacia    | Grecia  | Malta    | Rumanía      |

## Primera fase
- Todos los partidos en la hora local de Croacia (UTC+1).

Los dos primeros de los grupos A y B clasifican directamente para los cuartos de final, mientras que los otros dos de los grupos A y B disputan un partido de clasificación previo contra alguno de los dos mejores equipos de los grupos C y D.

### División 1

#### Grupo A
| Equipo     | J | G | GP | PP | P | GF | GC | DG | PTS |
| ---------- | - | - | -- | -- | - | -- | -- | -- | --- |
| España     | 3 | 2 | 0  | 1  | 0 | 35 | 32 | +3 | 7   |
| Croacia    | 3 | 1 | 1  | 1  | 0 | 39 | 34 | +5 | 6   |
| Montenegro | 3 | 0 | 2  | 0  | 1 | 47 | 46 | +1 | 4   |
| Francia    | 3 | 0 | 0  | 1  | 2 | 32 | 41 | -9 | 1   |

- Resultados

| Fecha | Hora  | Partido¹   | Partido¹ | Partido¹ | Resultado |
| ----- | ----- | ---------- | -------- | -------- | --------- |
| 04.01 | 17:45 | Montenegro | -        | Francia  | 20-19 (P) |
| 04.01 | 20:15 | España     | -        | Croacia  | 12-14 (P) |
| 06.01 | 17:45 | Montenegro | -        | España   | 12-14     |
| 06.01 | 20:15 | Croacia    | -        | Francia  | 12-7      |
| 08.01 | 17:45 | España     | -        | Francia  | 9-6       |
| 08.01 | 20:15 | Montenegro | -        | Croacia  | 15-13 (P) |

- (¹) – En Dubrovnik.

#### Grupo B
| Equipo  | J | G | GP | PP | P | GF | GC | DG  | PTS |
| ------- | - | - | -- | -- | - | -- | -- | --- | --- |
| Hungría | 3 | 2 | 0  | 0  | 1 | 33 | 26 | +7  | 6   |
| Italia  | 3 | 2 | 0  | 0  | 1 | 42 | 23 | +19 | 6   |
| Grecia  | 3 | 2 | 0  | 0  | 1 | 36 | 32 | +4  | 6   |
| Georgia | 3 | 0 | 0  | 0  | 3 | 25 | 55 | -30 | 0   |

- Resultados

| Fecha | Hora  | Partido¹ | Partido¹ | Partido¹ | Resultado |
| ----- | ----- | -------- | -------- | -------- | --------- |
| 04.01 | 17:00 | Georgia  | -        | Italia   | 5-22      |
| 04.01 | 19:00 | Hungría  | -        | Grecia   | 8-10      |
| 06.01 | 17:00 | Georgia  | -        | Hungría  | 11-15     |
| 06.01 | 19:00 | Grecia   | -        | Italia   | 8-13      |
| 08.01 | 17:00 | Georgia  | -        | Grecia   | 9-18      |
| 08.01 | 19:00 | Hungría  | -        | Italia   | 10-5      |

- (¹) – En Zagreb.

### División 2

#### Grupo C
| Equipo   | J | G | GP | PP | P | GF | GC | DG  | PTS |
| -------- | - | - | -- | -- | - | -- | -- | --- | --- |
| Serbia   | 3 | 3 | 0  | 0  | 0 | 57 | 11 | +46 | 9   |
| Alemania | 3 | 2 | 0  | 0  | 1 | 38 | 35 | +3  | 6   |
| Malta    | 3 | 1 | 0  | 0  | 2 | 30 | 50 | -20 | 3   |
| Israel   | 3 | 0 | 0  | 0  | 3 | 20 | 49 | -29 | 0   |

- Resultados

| Fecha | Hora  | Partido¹ | Partido¹ | Partido¹ | Resultado |
| ----- | ----- | -------- | -------- | -------- | --------- |
| 05.01 | 17:00 | Serbia   | -        | Israel   | 22-1      |
| 05.01 | 19:00 | Alemania | -        | Malta    | 18-13     |
| 07.01 | 17:00 | Malta    | -        | Israel   | 13-11     |
| 07.01 | 19:00 | Serbia   | -        | Alemania | 14-6      |
| 09.01 | 17:00 | Alemania | -        | Israel   | 14-8      |
| 09.01 | 19:00 | Serbia   | -        | Malta    | 21-4      |

- (¹) – En Dubrovnik.

#### Grupo D
| Equipo       | J | G | GP | PP | P | GF | GC | DG  | PTS |
| ------------ | - | - | -- | -- | - | -- | -- | --- | --- |
| Rumanía      | 3 | 3 | 0  | 0  | 0 | 33 | 20 | +13 | 9   |
| Países Bajos | 3 | 2 | 0  | 0  | 1 | 48 | 25 | +13 | 6   |
| Eslovaquia   | 3 | 1 | 0  | 0  | 2 | 24 | 32 | -8  | 3   |
| Eslovenia    | 3 | 0 | 0  | 0  | 3 | 19 | 47 | -18 | 0   |

- Resultados

| Fecha | Hora  | Partido¹     | Partido¹ | Partido¹     | Resultado |
| ----- | ----- | ------------ | -------- | ------------ | --------- |
| 05.01 | 17:45 | Eslovaquia   | -        | Eslovenia    | 11-7      |
| 05.01 | 20:15 | Países Bajos | -        | Rumanía      | 8-12      |
| 07.01 | 17:45 | Rumanía      | -        | Eslovenia    | 13-5      |
| 07.01 | 20:15 | Eslovaquia   | -        | Países Bajos | 6-17      |
| 09.01 | 17:45 | Eslovaquia   | -        | Rumanía      | 7-8       |
| 09.01 | 20:15 | Países Bajos | -        | Eslovenia    | 23-7      |

- (¹) – En Zagreb.

## Fase final
- Todos los partidos en la hora local de Croacia (UTC+1).

|  | Clasif. a cuartos | Clasif. a cuartos |            |         | Cuartos de final | Cuartos de final |         |              | Semifinales  | Semifinales |  |  | Final       | Final       |
|  | 10 y 11 de enero  | 10 y 11 de enero  |            |         | 12 de enero      | 12 de enero      |         |              | 14 de enero  | 14 de enero |  |  | 16 de enero | 16 de enero |
|  |                   |                   |            |         |                  |                  |         |              |              |             |  |  |             |             |
|  |                   |                   |            |         |                  |                  |         |              |              |             |  |  |             |             |
|  |                   |                   |            |         |                  |                  |         |              |              |             |  |  |             |             |
|  | Hungría (P)       | 15                |            |         |                  |                  |         |              |              |             |  |  |             |             |
|  | Hungría (P)       | 15                | Francia    | 10      |                  |                  |         |              |              |             |  |  |             |             |
|  |                   | Serbia            | Francia    | 10      | 14               |                  |         |              |              |             |  |  |             |             |
|  | Serbia            | Serbia            | 14         |         | 14               | Hungría          | 8       |              |              |             |  |  |             |             |
|  | Serbia            |                   | 14         |         |                  | Hungría          | 8       |              |              |             |  |  |             |             |
|  |                   |                   |            | Croacia | 11               |                  |         |              |              |             |  |  |             |             |
|  | Croacia           | 13                |            | Croacia | 11               |                  |         |              |              |             |  |  |             |             |
|  | Croacia           | 13                | Grecia     | 15      |                  |                  |         |              |              |             |  |  |             |             |
|  |                   | Grecia            | Grecia     | 15      | 8                |                  |         |              |              |             |  |  |             |             |
|  | Países Bajos      | Grecia            | 10         |         | 8                | Croacia          | 10      |              |              |             |  |  |             |             |
|  | Países Bajos      |                   | 10         |         |                  | Croacia          | 10      |              |              |             |  |  |             |             |
|  |                   |                   |            | España  | 11               |                  |         |              |              |             |  |  |             |             |
|  | España            | 24                |            | España  | 11               |                  |         |              |              |             |  |  |             |             |
|  | España            | 24                | Georgia    | 11      |                  |                  |         |              |              |             |  |  |             |             |
|  |                   | Rumanía           | Georgia    | 11      | 7                |                  |         |              |              |             |  |  |             |             |
|  | Rumanía           | Rumanía           | 18         |         | 7                | España           | 7       | Tercer lugar | Tercer lugar |             |  |  |             |             |
|  | Rumanía           |                   | 18         |         |                  | España           | 7       | Tercer lugar | Tercer lugar |             |  |  |             |             |
|  |                   |                   |            | Italia  | 4                |                  |         |              |              |             |  |  |             |             |
|  | Italia            | 14                |            | Italia  | 4                |                  |         |              |              |             |  |  |             |             |
|  | Italia            | 14                | Montenegro | 10      |                  |                  | Hungría | 7            |              |             |  |  |             |             |
|  |                   | Montenegro        | Montenegro | 10      | 8                |                  | Hungría | 7            |              |             |  |  |             |             |
|  | Alemania          | Montenegro        | 5          |         | 8                | Italia           | 12      |              |              |             |  |  |             |             |
|  | Alemania          |                   | 5          |         |                  | Italia           | 12      |              |              |             |  |  |             |             |

### Clasificación a cuartos de final
| Fecha | Hora  | Partido¹   | Partido¹ | Partido¹     | Resultado |
| ----- | ----- | ---------- | -------- | ------------ | --------- |
| 10.01 | 18:30 | Francia    | -        | Serbia       | 10-14     |
| 10.01 | 20:15 | Montenegro | -        | Alemania     | 10-5      |
| 11.01 | 17:00 | Grecia     | -        | Países Bajos | 15-10     |
| 11.01 | 19:00 | Georgia    | -        | Rumanía      | 11-18     |

- (¹) – En Zagreb.

### Cuartos de final
| Fecha | Hora  | Partido¹ | Partido¹ | Partido¹   | Resultado |
| ----- | ----- | -------- | -------- | ---------- | --------- |
| 12.01 | 15:00 | Hungría  | -        | Serbia     | 15-14 (P) |
| 12.01 | 16:30 | España   | -        | Rumanía    | 24-7      |
| 12.01 | 18:00 | Croacia  | -        | Grecia     | 13-8      |
| 12.01 | 20:15 | Italia   | -        | Montenegro | 14-8      |

- (¹) – En Zagreb.

### Semifinales
| Fecha | Hora  | Partido¹ | Partido¹ | Partido¹ | Resultado |
| ----- | ----- | -------- | -------- | -------- | --------- |
| 14.01 | 16:30 | España   | -        | Italia   | 7-4       |
| 14.01 | 18:30 | Hungría  | -        | Croacia  | 8-11      |

- (¹) – En Zagreb.

### Tercer lugar
| Fecha | Hora  | Partido¹ | Partido¹ | Partido¹ | Resultado |
| ----- | ----- | -------- | -------- | -------- | --------- |
| 16.01 | 18:30 | Hungría  | -        | Italia   | 7-12      |

- (¹) – En Zagreb.

### Final
| Fecha | Hora  | Partido¹ | Partido¹ | Partido¹ | Resultado |
| ----- | ----- | -------- | -------- | -------- | --------- |
| 16.01 | 20:15 | Croacia  | -        | España   | 10-11     |

- (¹) – En Zagreb.

## Medallero
| España | Croacia | Italia |
| Unai Aguirre Alberto Barroso Macarro Unai Biel Alejandro Bustos Sergi Cabanas Miguel de Toro Biel Gomila Álvaro Granados Marc Larumbe Eduardo Lorrio Blai Mallarach Alberto Munárriz Felipe Perrone Bernat Sanahuja Roger Tahull | Marko Bijač Matias Biljaka Luka Bukić Rino Burić Zvonimir Butić Loren Fatović Konstantin Harkov Filip Kržič Franko Lazić Luka Lončar Jerko Marinić Kragić Toni Popadić Josip Vrlić Ante Vukičević Marko Žuvela | Lorenzo Bruni Giacomo Cannella Francesco Condemi Luca Damonte Marco Del Lungo Francesco Di Fulvio Edoardo Di Somma Vincenzo Dolce Gonzalo Echenique Andrea Fondelli Luca Marziali Gianmarco Nicosia Nicholas Presciutti Vincenzo Renzuto Alessandro Velotto |
| David Martín Lozano (seleccionador) | Ivica Tucak (seleccionador) | Alessandro Campagna (seleccionador) |

## Estadísticas

### Clasificación general
| 1. España JO     |
| 2. Croacia       |
| 3. Italia        |
| 4. Hungría       |
| 5. Grecia        |
| 6. Montenegro    |
| 7. Serbia        |
| 8. Rumanía       |
| 9. Francia       |
| 10. Georgia      |
| 11. Países Bajos |
| 12. Alemania     |
| 13. Eslovaquia   |
| 14. Eslovenia    |
| 15. Malta        |
| 16. Israel       |

### Máximos goleadores
| Núm. | Nombre                  | Selección    | Goles | Tiros | %      | Partidos jugados |
| ---- | ----------------------- | ------------ | ----- | ----- | ------ | ---------------- |
| 1    | Álvaro Granados         | España       | 21    | 47    | 44,7 % | 6                |
| 2    | Thomas Vernoux          | Francia      | 20    | 37    | 54,1 % | 6                |
| 3    | Dušan Mandić            | Serbia       | 19    | 34    | 55,9 % | 7                |
| 4    | Konstantinos Yeniduniás | Grecia       | 17    | 29    | 58,6 % | 7                |
| 5    | Lars ten Broek          | Países Bajos | 16    | 30    | 53,3 % | 5                |
| 5    | Marko Radulović         | Serbia       | 16    | 33    | 48,5 % | 7                |
| 5    | Denis Strelezkij        | Alemania     | 16    | 47    | 34,0 % | 6                |
| 8    | Mart van der Weijden    | Países Bajos | 15    | 26    | 57,7 % | 5                |
| 8    | Vince Vigvári           | Hungría      | 15    | 38    | 39,5 % | 6                |
| 8    | Vlad Georgescu          | Rumanía      | 15    | 39    | 38,5 % | 7                |
| 8    | Jake Muscat Melito      | Malta        | 15    | 44    | 34,1 % | 5                |

Fuente: 